# Station West Hampstead
West Hampstead is een spoorwegstation van London Overground aan de North London Line. 